# Залесский, Юрий Михайлович
Юрий Михайлович Залесский (6 мая 1908, Санкт-Петербург, Россия — 4 декабря 1963, Москва) — советский естествоиспытатель, палеонтолог, энтомолог, гидробиолог. Преподаватель МГУ.
В 1938 году выделил семейство вымерших насекомых Tillyardembiidae из отряда Cnemidolestodea  по двум видам рода †Tillyardembia Zalessky, 1937. 

## Труды
Основные  работы
Залесский М.Д., Залесский Ю.М. Строение ветки Lepidodendron caracubense Schmalh. // Ежегодник РПО. Т. 3. 1921. С. 11-22.
Залесский Ю.М. О новом стрекозоподобном насекомом из пермских отложений бассейна р. Камы // Изв. АН СССР. Сер. 7. 1931. № 6. С. 855-861. URL: то же на фр. яз. Observation sur un novel insect libelluloide du perrmien du basin du fleuve Kama // Ann. Soc. Géol. du Nord. 1931. P. 36-41.
Залесский Ю.М. О жилковании крыльев стрекоз и поденок и их филогенетическом развитии // Изв. АН СССР. Сер. 7. 1932. № 5. С. 713-733. URL
Zalessky G. Observation sur la nervation des ailes des Odonates et de Ephémeroptères et leurs evolution phylogénétique à la lumière de l’étude de l’insecte permien Pholidoptilon camense // Bull. Soc. Géol. France. 5 sér. 1933. T. 3. P. 497-520. URL
Zalessky G. Sur de nouveaux insects permiens // Ann. Soc. Géol. du Nord. T. 57. 1933. P. 135-144.
Zalessky G. Sur deux représentants permiens nouveaux de l’ordre Protorthoptères // Ann. Soc. entomologique France. T. 103. 1934. P. 149-158.
Zalessky G. Sur deux restes d’insectes fossils provenant du bassin de Kuznetsk et sur l’age géologique des dépôts qui les renferments // Bull. Soc. Géol. France. 5 sér. 1935. T. 5. P. 687-695.
Zalessky G. Sur un representant d’un nouvel ordre d’insectes permiens // Ann. Soc. entomologique France. T. 59. 1936. P. 50-71.
Zalessky G. Ancestors of some groups of the present-day insects // Nature. Vol. 140. 1937. P. 847-849.
Zalessky G. Etudes des insects permiens du basin de la Sylva et problems de l’evolution de la classe des insects (Пермские насекомые бассейна р. Сылвы и вопросы эволюции в классе насекомых): Ст. 1-4 // Проблемы палеонтологии. 1937-1950: 1. Sur un nouveau representant des Protohymenoptères et sur les voies du process d l’evolution dans la morphologie de la nervation des ailes de ce groupe. 1937. Т. 2/3. С. 601-608; 2. Sur un nouveau représentant des Protohymenoptères et sur ses rapports phylogenetiques. Ibid, P. 610-613; 3. Новые представители Protohymenoptera, Homoptera, Hemipsocopterta, Psocoptera, Protoperlaria, Isoptera и Protoblattoidea // 1939. Т. 5. 1939. С. 33-91; 4. Новые представители группы Epiembiodea и эволюция эмбий // Там же. 1950. Т. 1. С. 41-60.
Zalessky G. Nouveaux representants des Protohymenopteres et des Archodonates provenant du terrain permien du basin de la riviere Kama et leurs liens de parente // Ann. Soc. entomologique France. T. 106. 1937. P. 101-114.
Zalessky G. Les nouveaux insects permiens de l’ordre Emiodea // Ann. Soc. Géol. du Nord. T. 63. Liv. 5. 1938. P. 62-81.
Zalessky G. Sur une nouvelle Blatte permienne portant un oviscapte // Ann. Soc. Géol. du Nord. T. 64. Liv. 7. 1939. P. 85-94.
Залесский Ю.М. О некоторых новых находках ископаемых насекомых из бардинского яруса пермских отложений Урала // Международный геологический конгресс. 17 сессия. СССР. 1937: Труды. Т. 6. М.: Гостоптехиздат, 1940. С. 193-196.
Залесский Ю.М. Яйцеклад у древних тараканов // Природа. 1940. № 7. С. 81.
Залесский Ю.М. Древнейшие насекомые из девона Шотландии // Природа. 1941. № 7/8. С. 86-87.
Залесский Ю.М. Краткое изложение оснований к изменению терминологии жилкования крыльев насекомых // Зоологический журн. 1943. Т. 22. № 3. С. 154-169.
Залесский Ю.М. Представитель нового отряда насекомых, несущих элитры // Природа. 1943. № 3. С. 70-71.
Залесский Ю.М. Представитель новой группы насекомых из пермских отложений Урала // Докл. АН СССР. 1944. Т. 44. № 8. С. 370-372.
Zalessky G. A brief statement of reasons for some changes in the terminology of insect Wing-Venetion // Proc. Roy. Entomology Soc. London. Ser. A. Volk. 19. Pt. 46. 1944. P. 37-47.
Залесский Ю.М. Новый представитель пермских сетчатокрылых // Докл. АН СССР. 1946. Т. 51. № 7. С. 541-542.
Залесский Ю.М. О новой поденке из пермских отложений Урала // Там же. Т. 54. № 4. С. 353-355.
Zalessky G. Sur le nouveau reprèsentant de l’ordre des Palaeodictyoptères du Paléozoique supérieur du basin de Kousnetzk // Бюлл. МОИП. Отд. биол. 1946. Т. 51. № 4/5. С. 58-62.
Zalessky G. Sur un reprèsentant d’un nouveau ordre des Hemiodonates de Permien de l’Oural // Там же. С. 63-70.
Залесский Ю.М. О двух новых пермских жуках // Докл. АН СССР. 1947. Т. 56. № 8. С. 857-860.
Залесский Ю.М. Первая находка бронхиозавра на Урале // Природа. 1947. № 11. С. 79-80.
Залесский Ю.М., Терентьев А.П. Применение новых веществ в технике обработки и консервации геологических и палеонтологических объектов // Сов. геология. Сб. 27. 1947. С. 107-111.
Залесский Ю.М. Гигантские насекомые из пермских отложений Приуралья // Природа. 1948. № 10. С. 82-84.
Залесский Ю.М. Исчезновение известного местонахождения ископаемых насекомых на Урале // Там же. № 11. С. 65.
Залесский Ю.М. Насекомые из пермских отложений Соликамского и Чердынского районов // Вопросы теоретической и прикладной геологии. Сб. 5. М.: МГРИ, 1948. С. 44-52.
Залесский Ю.М. Новые Protohymenoptera из пермских отложений Урала // Вопросы теоретической и прикладной геологии. Сб. 6. М.: МГРИ, 1948. С. 41-49.
Залесский Ю.М. О новой веснянке из пермских отложений Урала // Докл. АН СССР. 1948. Т. 60. № 6. С. 1041-1043.
Залесский Ю.М. О представителе нового отряда насекомых, обладавших элитрами // Там же. Т. 59. № 2. С. 317-320.
Залесский Ю.М. Некоторые опыты и наблюдения над полетом насекомых // Докл. АН СССР. 1949. Т. 66. № 1. С. 125-128.
Залесский Ю.М. Новый третичный муравей // Сов. геология. Сб. 40. 1949. С. 50-54 : ил.
Залесский Ю.М. Происхождение крыльев и возникновение полёта у насекомых в связи с условиями среды обитания // Успехи современной биологии. Т. 28. Вып. 3/6. 1949. С. 400-413.
Залесский Ю.М. К вопросу о возрасте свиты соликамских плитняков // Докл. АН СССР. 1950. Т. 70. № 4. С. 683-685.
Залесский Ю.М. Новые представители ископаемых насекомых отряда Protodonata // Бюлл. МОИП, Отд. геол. 1950. Т. 25. № 4. С. 98-108.
Залесский Ю.М. Новые пермские насекомые отряда предпрямокрылых – Protorthoptera // Докл. АН СССР. 1951. Т. 78. № 5. С. 1005-1008.
Залесский Ю.М. Новый представитель арходонат // Там же. Т. 81. № 2. С. 269-271.
Залесский Ю.М. Новый представитель пермских насекомых отряда предвеснянок Protoperlaria // Там же. № 1. С. 81-84.
Залесский Ю.М. Новое о полете бабочек // Докл. АН СССР. 1952. Т. 84. № 1. С. 181-184.
Залесский Ю.М. О предвеснянках из пермских отложений Урала // Там же. Т. 82. № 6. С. 985-988.
Залесский Ю.М. Применение плексигласа в изготовлении микроскопических препаратов // Микробиология. 1952. № 2. С. 226-227.
Залесский Ю.М. Новые местонахождения меловых насекомых в Поволжье, Казахстане и Забайкалье // Докл. АН СССР. 1953. Т. 89. № 1. С. 163-166.
Залесский Ю.М. Новые пермские представители отряда предпрямокрылых – Proto perlaria // Бюлл. МОИП. Отд. биол. 1953. Т. 58. № 2. С. 42-47.
Залесский Ю.М. Новые пермские тараканы с яйцекладом из сем. Spiloblatinidae // Энтомолог. обозрение. Т. 88. 1953. С. 266-272.
Залесский Ю.М. Строение головы пермского насекомого Perielytron mirabile g. Zalessky // Геол. сб. Львов. геол. об-ва. 1954. № 1. С. 194-198.
Залесский Ю.М. Новые представители отрядов Protoblattodea и Protorthoptera из пермских отложений Урала // Докл. АН СССР. 1955. Т. 101. № 2. С. 347-350.
Залесский Ю.М. О двух новых пермских стрекозоподобных насекомых отряда Permodonata // Там же. Т. 104. № 4. С. 630-633.
Залесский Ю.М. Пермские тараканы бассейнов рек Ая и Сылва и одна оригинальная личинка // Там же. Т. 101. № 1. С. 159-162.
Залесский Ю.М. Использование ископаемых насекомых в целях биостратиграфии // Бюлл. МОИП. Отд. геол. 1956. Т. 31. № 5. С. 103-107.
Залесский Ю.М. Новые представители отряда Protohymenoptere из пермских отложений Урала // Докл. АН СССР. 1956. Т. 110. № 6. С. 1089-1092 : ил.
Залесский Ю.М. Новые представители палеоэнтомофаун Урала и Приуралья и их геологический возраст // Ежегодник ВПО. Т. 15. 1956. С. 274-304.
Залесский Ю.М. Использование ископаемых насекомых в стратиграфических исследованиях Урала и Приуралья // Изв. АН СССР. Сер. геол. 1957. № 10. С. 67-77.
Залесский Ю.М. [Рец.] О книге Б.Б. Родендорфа «Палеоэнтомологические исследования в СССР» // Изв. АН СССР. Сер. геол. 1959. № 7. С. 109-112.
Залесский Ю.М. О предках перепончатокрылых // Природа. 1960. № 2. С. 109.
Залесский Ю.М. Предсказание качества некоторых органогенных пород на основании изучения состава породообразующих организмов // Геохимия, петрография и минералогия осадочных образований. М.: Изд-во АН СССР, 1963. С. 452-457. URL